# Hraniční přechod

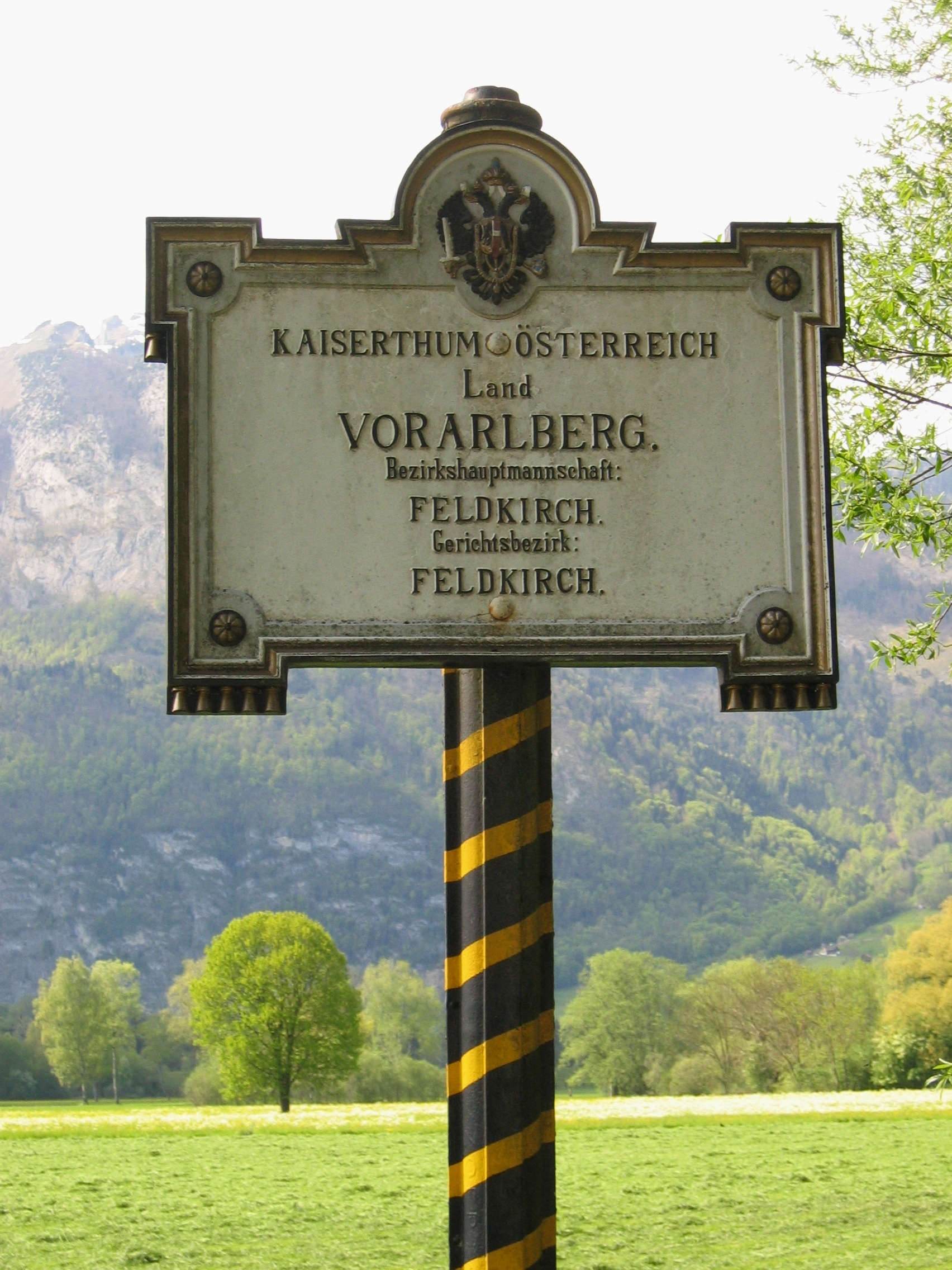
Hraniční přechod Alte Steinbrücke mezi Rakouským císařstvím a Lichtenštejnským knížectvím

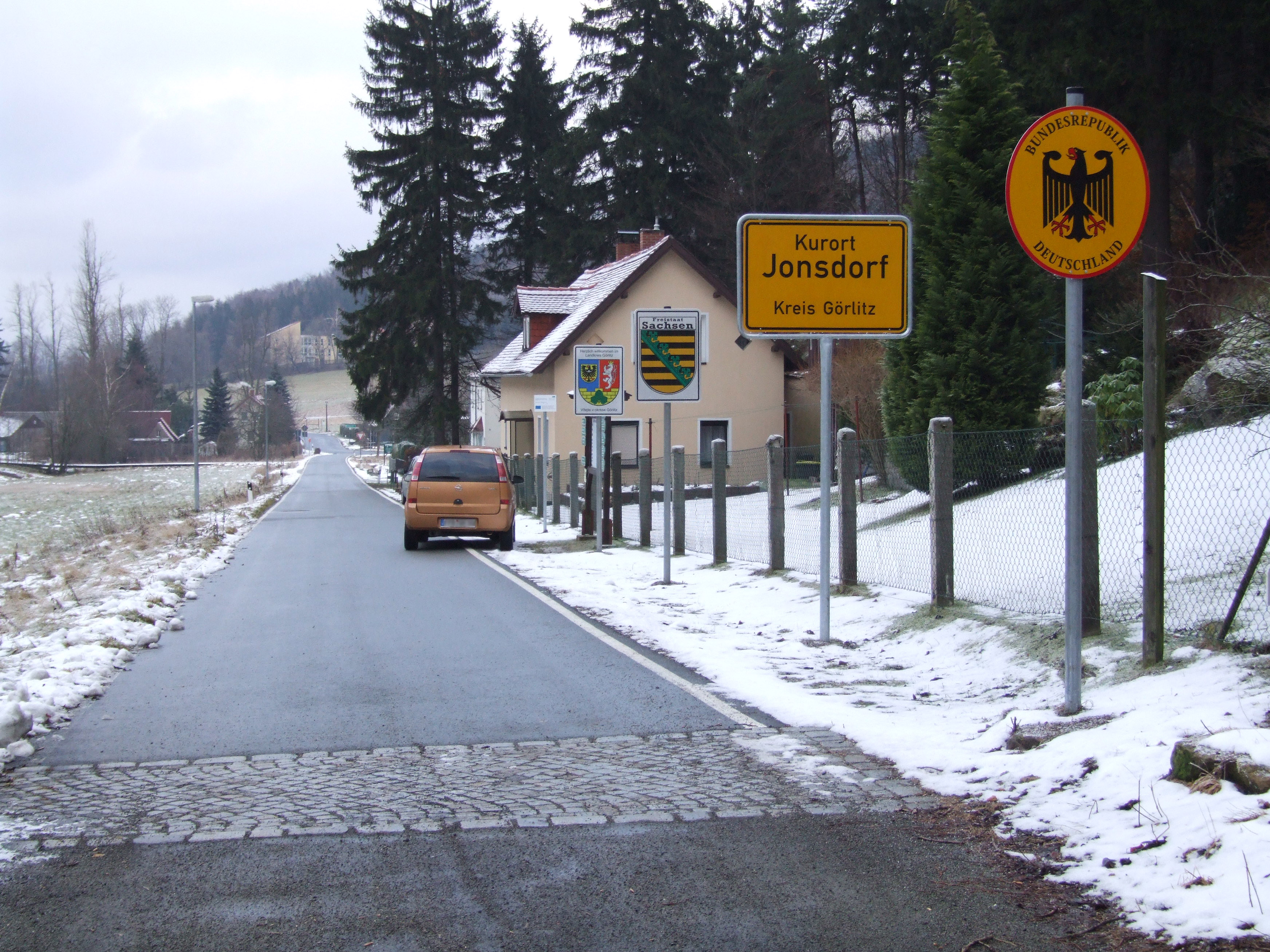
Schengenský hraniční přechod mezi Spolkovou republikou Německo a Českem Krompach–Valy / Jonsdorf

Hraniční přechod (zkráceně HP) je místo na státní hranici, přes něž je možný pohyb či doprava, a to buď v jednom, či obou směrech.

## Schengenský prostor
Mezi státy patřící do schengenského prostoru je možný volný přeshraniční pohyb osob a zboží. Schengenský hraniční kodex však umožňuje výjimky.
V souladu s článkem 25 a následujícími nařízení Evropského parlamentu a Rady (EU) 2016/399, kterým se stanoví kodex Unie o pravidlech upravujících přeshraniční pohyb osob (Schengenský hraniční kodex), může členský stát, jenž je plně zapojen do schengenské spolupráce, dočasně znovu zavést ochranu svých vnitřních hranic. Za takové situace je možné (při splnění podmínek daných Schengenským hraničním kodexem) podle § 11 odst. 3 nebo § 12 odst. 3 zákona o ochraně státních hranic opatřením obecné povahy výjimečně stanovit, že vnitřní hranice lze překračovat pouze v místě a době v něm určených.

## Státy mimo schengenský prostor
U států mimo schengenský prostor může být prováděna hraniční kontrola, nebo také celní a pasová kontrola. K tomuto účelu jsou na hraničních přechodech vybudována kontrolní stanoviště.

## Typy hraničních přechodů
Existují různé typy hraničních přechodů podle způsobu dopravy
- silniční
- železniční
- lodní
- pěší
- cyklistické
- letištní.

Dále se u hraničních přechod rozlišuje, zda slouží pro tzv. malý nebo běžný pohraniční styk.
Hraniční a celní kontrola může být organizována následujícím způsobem:
- Pasová kontrola – ta je nejčastěji prováděna bezpečnostními složkami daného státu. Při ní se kontrolují nezbytné cestovní doklady, zejména cestovní pas nebo vízum. Na jejím základě zároveň probíhá i pátrání po hledaných osobách.
- Kontrola zboží – při tomto způsobu kontroly se hlídá dovoz nebo vývoz zboží a je li třeba vyměřen celní poplatek. Má však také za úkol odhalování nelegálního převozu zboží (pašeráctví).

### Hraniční přechod pro silniční dopravu

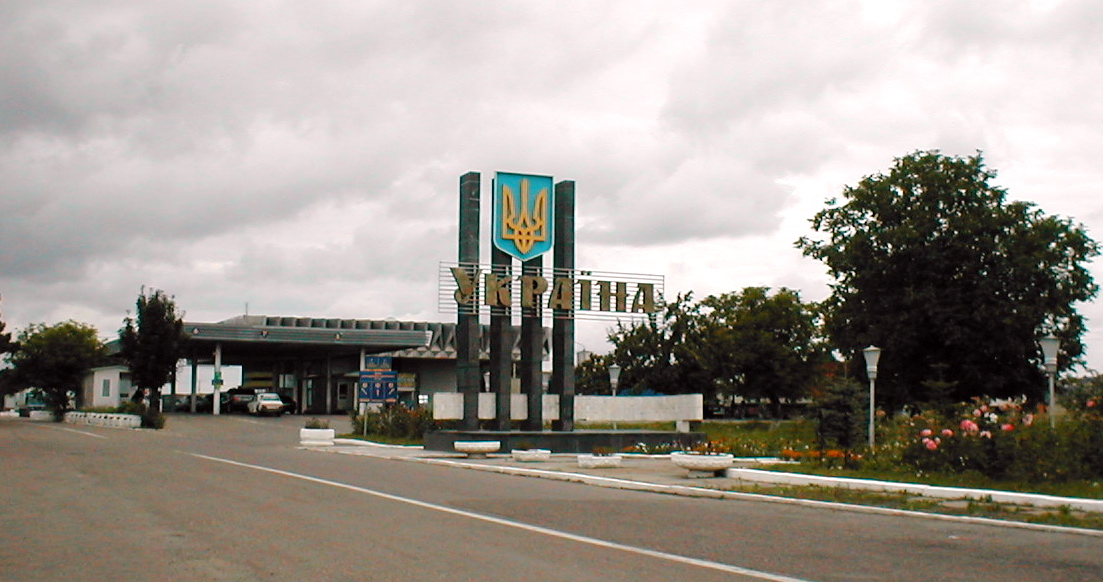
Hraniční přechod mezi Rumunskem a Ukrajinou

V zájmu urychlení odbavení může kontrolu u oddělených kontrolních stanovišť provádět personál bezpečnostních a celních orgánů společně.
Pro zastírání a maskování trestných činů nebo jiných aktivit mimo zákon (pašování, převádění osob apod.) se používají „ilegální hraniční přechody“, stezky, často jen určitá místa v krajině určené pro pěší, při obcházení legálních přechodových stanovišť.
V posledních letech se vzhled a povaha hraničních přechodů silně změnily. Zatímco mezi zeměmi schengenského prostoru v běžných případech hraniční kontrola zcela odpadá, a přechod hranice již nepředstavuje žádnou překážku pro dopravu osob a zboží a pohraniční orgány obou zemí spolu úzce spolupracují a jsou někdy i sloučeny v jediné budově.
Zvláště za časů železné opony byly obě strany tehdejší přechodů resp. kontrolních stanovišť přísně oddělené a nezřídka od sebe vzdálené několik kilometrů.

### Hraniční přechody vželezniční dopravě

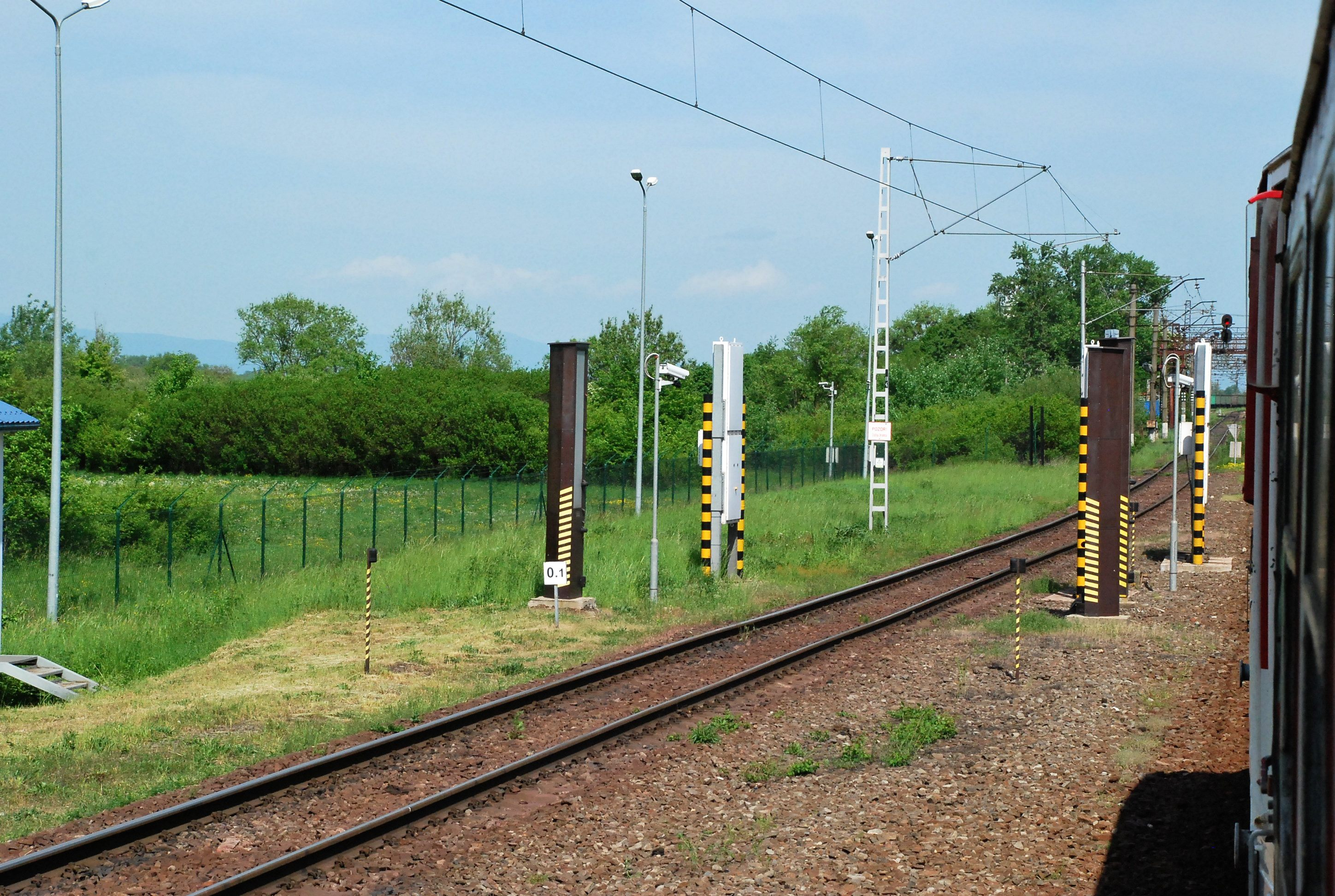
Železniční hraniční přechod mezi Čiernou nad Tisou (Slovensko) a Čopem (Ukrajina)

Aby se doba odbavení vlaků na hranicích co nejvíce zkrátila, jsou v obou státech nádraží vybavena jako hraniční nádraží. Pohraničníci přitom přecházejí mezi oběma nádražími a provádějí kontrolu v jedoucím vlaku. U jiných přechodů je vlak pouze přiveden na samotnou hranici, která je zhusta součástí nádraží, kde cestující musejí pěšky projít kontrolou. V některých železničních hraničních přechodech dochází k přestupu cestujících a přeložení nákladu z důvodu rozdílného rozchodu kolejí.

### Letištní hraniční přechody

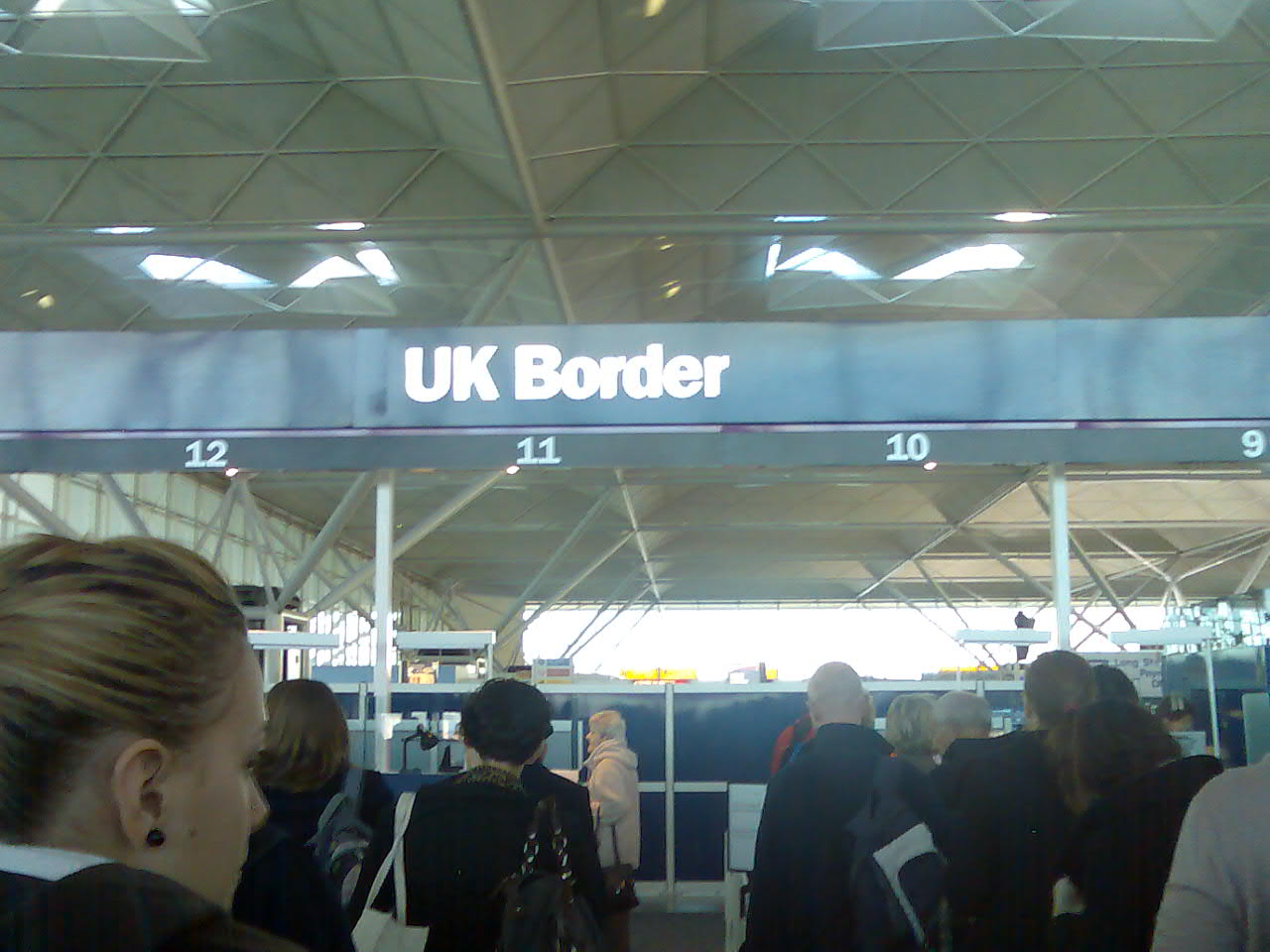
Stanoviště hraniční kontroly na mezinárodním letišti Londýn-Stansted

Ty představují zvláštní případ a vlastně nejsou hraničními přechody v pravém slova smyslu, neboť se v jejich okolí nevyskytují žádné státní hranice. Hraniční kontroly přilétajících a odlétajících cestujících se provádějí na hranicích takzvaného tranzitního prostoru, který je oddělený od ostatních prostor letiště stavební nebo konstrukční překážkou, která brání neoprávněnému proniknutí osob nebo předání předmětů a slouží pro pobyt cestujících po provedení výstupní hraniční kontroly (tj. před odletem), před provedením vstupní hraniční kontroly (tj. po příletu) a rovněž cestujících, kteří hraniční kontrolou vůbec neprocházejí (tj. při přestupu). Z hlediska některých zákonů tak nastává právní fikce, že osoby v tranzitním prostoru se nachází mimo státní území dané země, nicméně se nejedná o zemi nikoho a daný stát má nad touto zónou plnou svrchovanost. Jiné zákon mohou také stanovit odlišnou úpravu, kdy například pro účely výpočtu stravného při zahraničních služebních cestách se v ČR za okamžik překročení státní hranice nepovažuje průchod do/z tranzitní zóny, nýbrž čas odletu/příletu.
Existují také případy, kde se kontroly pro příletovou destinaci provádějí přímo na odletovém letišti. Tím se zamezuje tomu, aby se cestující, kteří nemají přístup do cílové destinace, vůbec dostali do letadla. Kromě toho není nutné, aby cílové letiště bylo mezinárodní, které má potřebné vybavení pro kontroly.[zdroj?]
Přímo v letecké dopravě je třeba rozlišovat bezpečnostní kontroly, které slouží pouze jako bezpečnostní stanoviště, jež mají za úkol udržovat plynulý provoz.

### Přístavní hraniční přechody

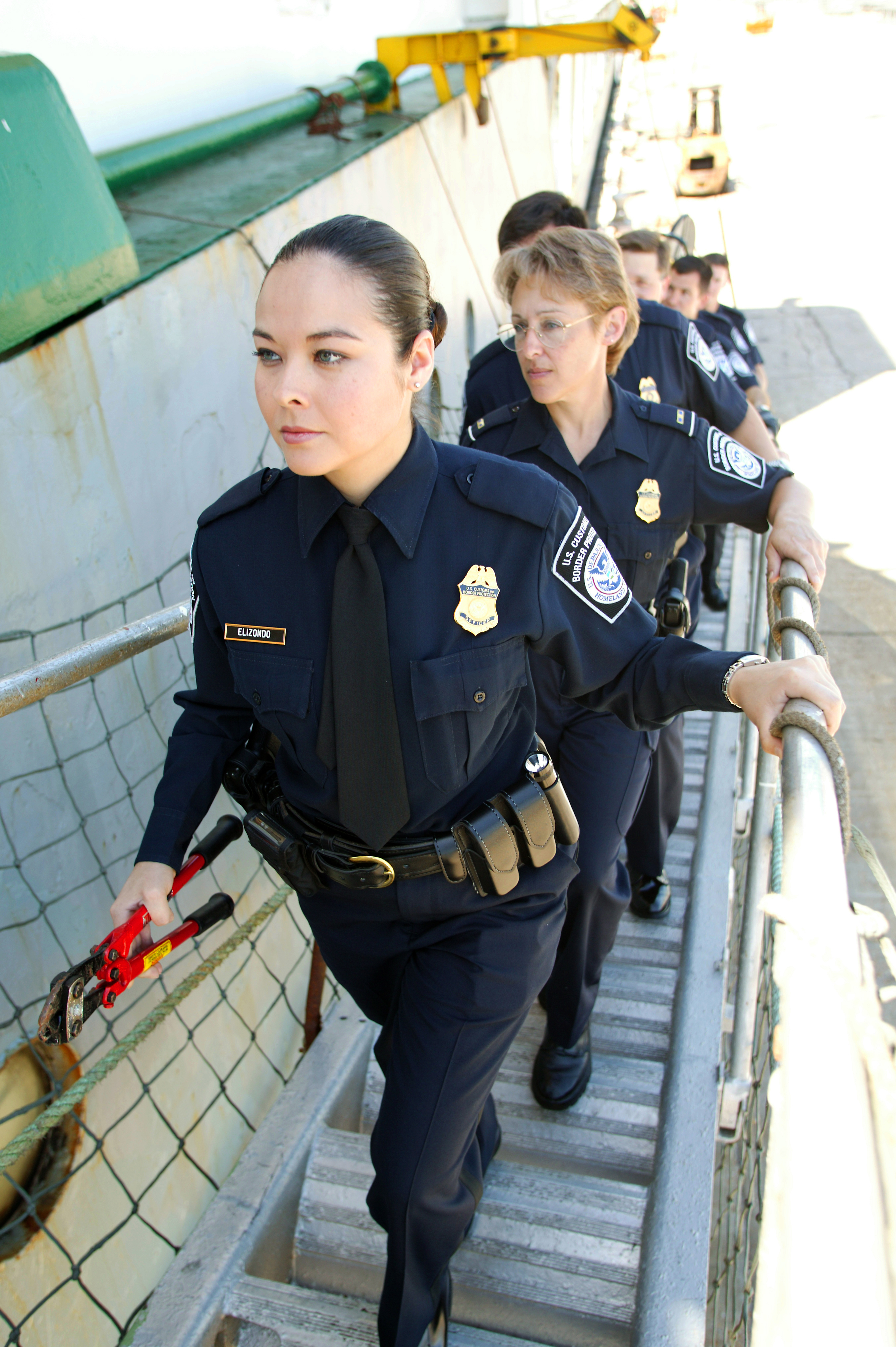
Příslušnice Celní a pohraniční stráže USA při prohlídce námořní lodi

Stejně jako v předchozím případě nejsou tyto hraničními přechody v pravém slova smyslu, neboť se v jejich okolí nevyskytují žádné státní hranice. Jelikož lodní doprava je využívána především k přepravě nákladů, jsou zde prováděny zejména kontroly zboží a další úkony celního řízení. 